# Eugène Bure
Alexandre Louis Eugène Bure né à Paris le 25 février 1843 et mort à Saint-André-de-Seignanx dans les Landes, le 14 février 1910, est un fils naturel de Napoléon III. Après une carrière discrète dans le corps consulaire, il est nommé comte héréditaire d'Orx en 1870.

## Biographie
Alexandre Louis Eugène Bure, né en 1843 est le fils naturel du prince Louis-Napoléon, alors en captivité au fort de Ham, et d'une jeune lingère Eléonore Vergeot, à son service. Pour éviter tout scandale, Eléonore est envoyée accoucher discrètement à Paris, et le bébé est confié à la garde de Mme Cornu,. 
Louis-Napoléon ne reconnaît pas Eugène, tout comme son cadet Alexandre, mais verse une pension à leur mère et charge son frère de lait, Pierre Bure, de veiller sur eux. Les enfants sont finalement adoptés par Pierre Bure quand il se marie en 1858 avec Eléonore Vergeot. Le couple aura un autre fils, Jean Bure (1853).
Après de bonnes études, Eugène entre dans la carrière diplomatique comme secrétaire d'ambassade à Saint-Pétersbourg où il provoque un beau scandale en enlevant une actrice, maîtresse de l'ambassadeur de France. Cela lui vaut d'être muté dans le corps consulaire à différents postes obscurs et lointains. Il est successivement attaché au consulat général de New York (2 juillet 1861), attaché surnuméraire à la direction des fonds (12 octobre 1864), agent vice-consul à Rosas, Catalogne, en Espagne (28 juin 1865) puis agent vice-consul à Belfast (17 février 1866).
Lors de son affectation à Belfast, il est témoin du développement du mouvement des Féniens.
Il est ensuite consul général de France à Zanzibar, puis à Dantzig, à Charleston et à Asuncion au Paraguay (2 juillet 1870). Il ne verra jamais cette dernière affectation. En effet, l'Empire étant entré en guerre, plutôt que de partir pour l'Amérique du Sud, il suit son père[Lequel ?] aux armées. 
Eugène s'entend mal avec Napoléon III et lui réclame souvent de l'argent, malgré le versement d'une pension de 6 000 francs.
En juin 1870, par décret, il est fait comte d'Orx, du nom d'une commune des Landes, par Napoléon III,. La propriété[Laquelle ?] des Landes est formée surtout d'anciens marais en cours d'assèchement depuis 1843. En 1850, le prince-président en avait accordé la concession à M. Lefêvre-Béziers, en vue de gagner sur les marécages 1 200 hectares de terres cultivables, grâce au creusement de 110 kilomètres de canaux - notamment celui de Boudigau - rigoles et fossés. En 1858, le concessionnaire cède ses droits au comte Walewski qui prend le parti de poursuivre les travaux. De Biarritz à côté, Napoléon III vient visiter la propriété. 
Après la chute de l'Empire, il quitte l'administration et s'installe un temps au château « de Beauregard » à Castets, dans les Landes. Il épouse à Neuilly-sur-Seine le 19 juin 1877 Jeanne Alphonsine-Pauline Joséphine Homel Le Carlier, née à Paris le 15 juin 1856 et décédée à Bayonne le 26 février 1942, dont il aura quatre enfants.
Il devient maire de Saint-André-de-Seignanx en 1885 et le resta jusqu'à sa mort en 1910. Il est également conseiller général de l'ancien canton de Saint-Martin-de-Seignanx. Il est enterré au cimetière de Saint-André-de-Seignanx.

## Postérité
Il a quatre enfants :
- Fernand Eugène Jean Bure, comte d'Orx (Saint-Cloud, 25 mai 1878 - Bordeaux, 11 janvier 1948), marié à Saint-André-de-Seignanx le 27 septembre 1909 avec Hélène Maubec (Villenave-d'Ornon, 18 août 1880 - Château du Pont, Bénesse-Maremne, 11 janvier 1944) ;
- Amélie Jeanne Bure d'Orx (Saint-André-de-Seignanx, 31 décembre 1880 - Château du Pont, Bénesse-Maremne, 4 mars 1972), mariée à Saint-André-de-Seignanx le 15 juin 1899 avec Georges Jean Pierre Adrien Marie Gemain (Capbreton, Landes, 29 juin 1881 - Bayonne, 15 novembre 1936) ;
- Antoine Bure d'Orx (Saint-André-de-Seignanx, 18 novembre 1883 - Saint-André-de-Seignanx, 18 novembre 1883) ;
- Antoinette Jeanne Marie Bure d'Orx (Saint-André-de-Seignanx, 1er septembre 1887 - Bordeaux, 6 août 1975), mariée à Caudéran le 14 mars 1910 avec Jacques Philippe Clément Gachet (Tosse, 9 décembre 1874 - Tosse, 10 mars 1964).[réf. nécessaire]